# Pseudoprosèxia
La pseudoprosèxia consisteix en un dèficit aparent d'atenció que es produeix en estar aquesta concentrada i focalitzada en un altre aspecte diferent al que se suposa hauria de ser el normal focus d'atenció. No falla, per tant, la capacitat de focalitzar l'atenció, sinó que el subjecte està concentrat en un determinat tema desatenent a tota l'estimulació restant. Aquests quadres apareixen sobretot en la hipocondria (té l'atenció focalitzada en la seva corporalitat) i en el trastorn obsessiu (l'atenció se centra en la idea que constitueix l'objecte de la seva obsessió).